# Systatica xanthastis
Systatica xanthastis là một loài bướm đêm trong họ Geometridae.